# Mönchhof (Raunheim)
Der Mönchhof (früher Wüsteneddersheim) ist ein Stadtteil beziehungsweise ein Logistik- und Industriepark von Raunheim und Kelsterbach, südwestlich von Frankfurt am Main.

## Geschichte
Ursprünglich war der Mönchhof von 1290 bis 1781 Klostergut des Reichklaraklosters Mainz, nach der Säkularisation ein Hofgut im Besitz der Großherzoglich-Hessischen Haus- und Vermögensverwaltung beziehungsweise Staatsdomäne des Landes Hessen. Das Gelände befindet sich im Norden der Gemarkung Raunheim am Main und hat eine Größe von ca. 110 Hektar. Der einzige bauliche Rest des Mönchhofs ist die historisch wertvolle Mönchhofkapelle von 1687.
Der Großherzoglich-Hessische Ökonomierat Friedrich Weber (1841–1917) übernahm 1875 den Mönchhof als Pächter; seine Nachkommen bewirtschafteten das Hofgut bis Anfang der 1960er Jahre. Seit 1889 gibt es einen Gleisanschluss. Ende des 19. Jahrhunderts wurde ein Brennereigebäude errichtet.
Nach dem Zweiten Weltkrieg gehörte das Areal dem Land Hessen. Nach dem Verkauf Anfang der 1960er Jahre an zwei Chemieunternehmen entstand dort seit 1962 die Caltex-Raffinerie Raunheim. Diese wurde bis in die 1980er Jahre genutzt. Danach kaufte die Fraport AG das Gelände auf, da es in unmittelbarer Nähe zum Frankfurter Flughafen liegt. Die Raffinerieanlagen wurden rückgebaut, um eine Gefährdung der später in den 2000er Jahren geplanten Landebahn Nordwest zu verhindern. Stattdessen entsteht seit 2004 ein Logistik- und Bürostandort.

## Kultur und Sehenswürdigkeiten

### Bauwerke

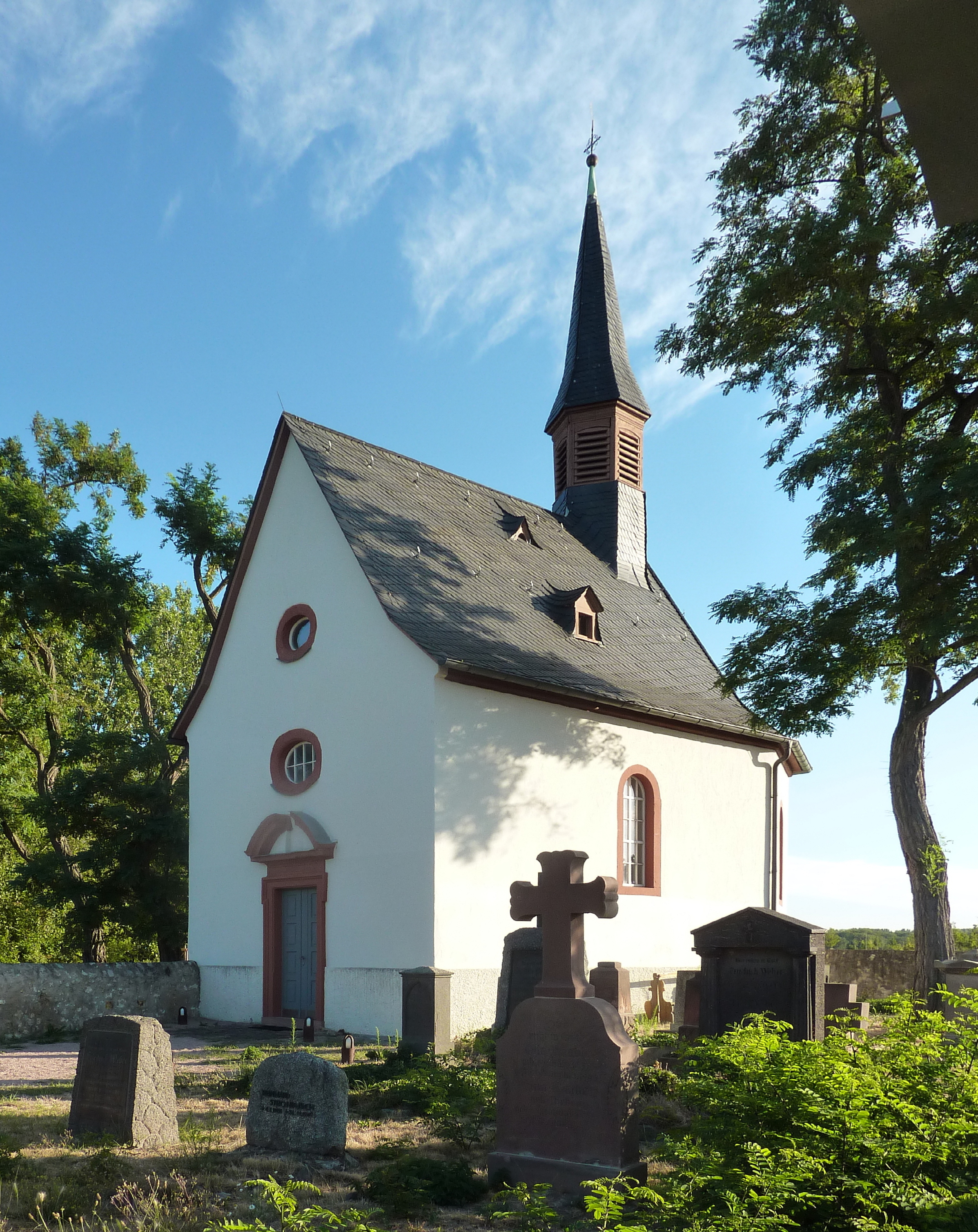
Die Mönchhofkapelle mit Südwestgiebel und Kirchhof mit historischen Grabsteinen

- Die Mönchhofkapelle wurde 2008 saniert.
- Staustufe Eddersheim

### Grünflächen und Naherholung
Seit 2004 konnte das Mainvorland für den Arten- und Biotopschutz und die Freizeitnutzung wesentlich erweitert werden. Der östlich an das Areal anschließende Wald heißt Mönchwald.

## Wirtschaft und Infrastruktur

### Gewerbepark
50° 2′ 4,9″ N, 8° 28′ 55,9″ O
Das Areal wurde am 30. Juni 1961 von der Hessischen Landesregierung (Kabinett Zinn III) an die Farbwerke Hoechst und Caltex verkauft, um dort eine Raffinerie zu errichten. Diese betrieb von 1964 bis 1984 eine Erdölraffinerie mit markanten Tanklagern, welche von der Bundesautobahn 3 und den startenden und landenden Flugzeugen des benachbarten Flughafen Frankfurt Main zu sehen waren. Gut 600 Menschen verarbeiteten jährlich bis zu 2,8 Mio. Tonnen Rohöl zu Benzin, Diesel, Heizöl und Kerosin. Das Rohöl gelangte aus Rotterdam zunächst mit dem Schiff, später über eine Pipeline hier an. Auf dem 84 Hektar großen Caltex-Areal ist nach der Stilllegung und dem Rückbau der Anlagen seit 2004 das Gewerbegebiet Mönchhof als Logistik- und Bürostandort von der Fraport AG entwickelt worden. Im September 2007 wurde mit dem Bau des ersten Gebäudeteils begonnen. Seitdem haben sich vor allem Unternehmen aus den Bereichen Logistik und Groß- und Einzelhandel mit ihren Logistik- und Versandzentren niedergelassen. Die Vollvermarktung der Gewerbeflächen soll bis 2019 erreicht sein.

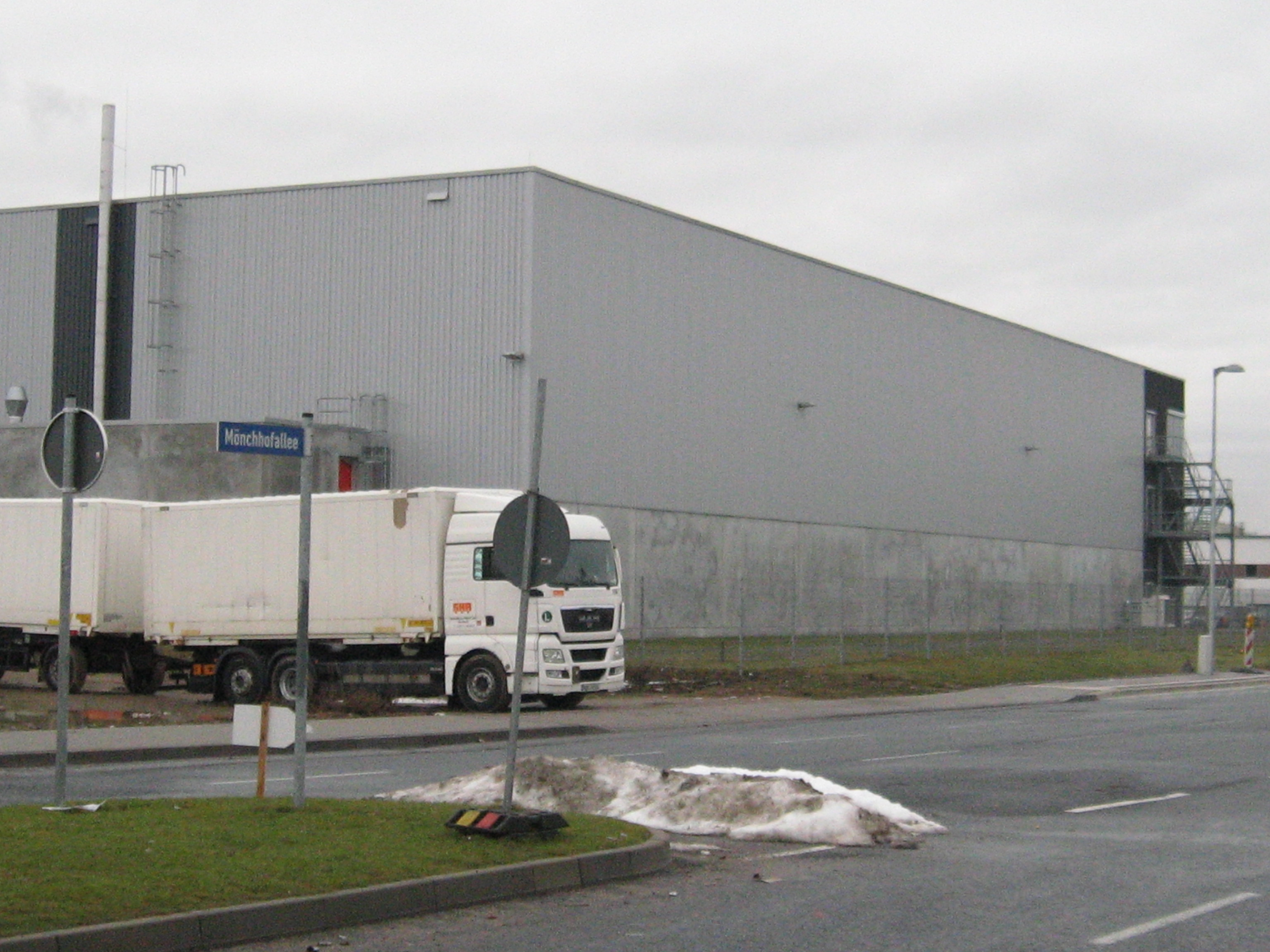
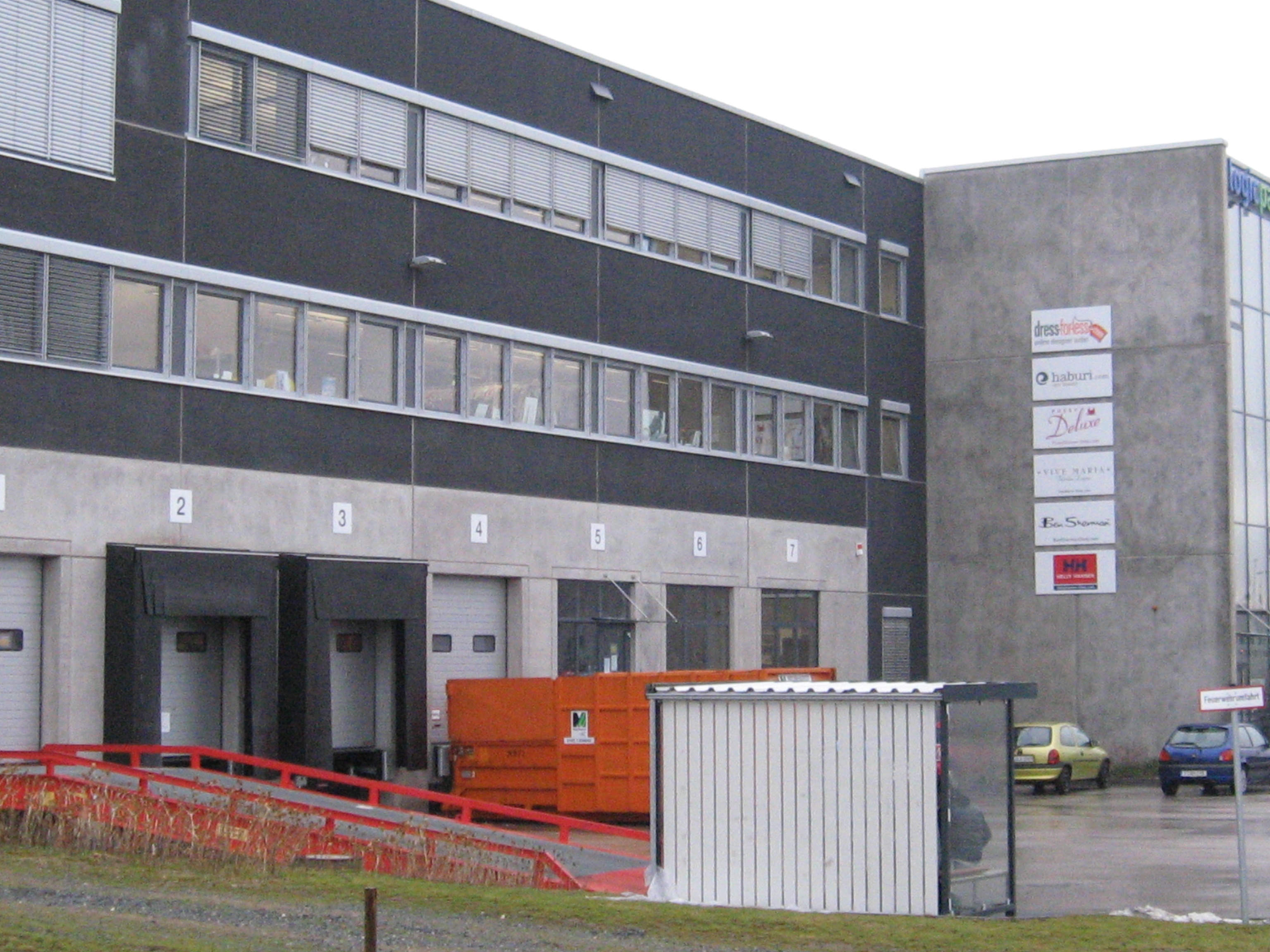
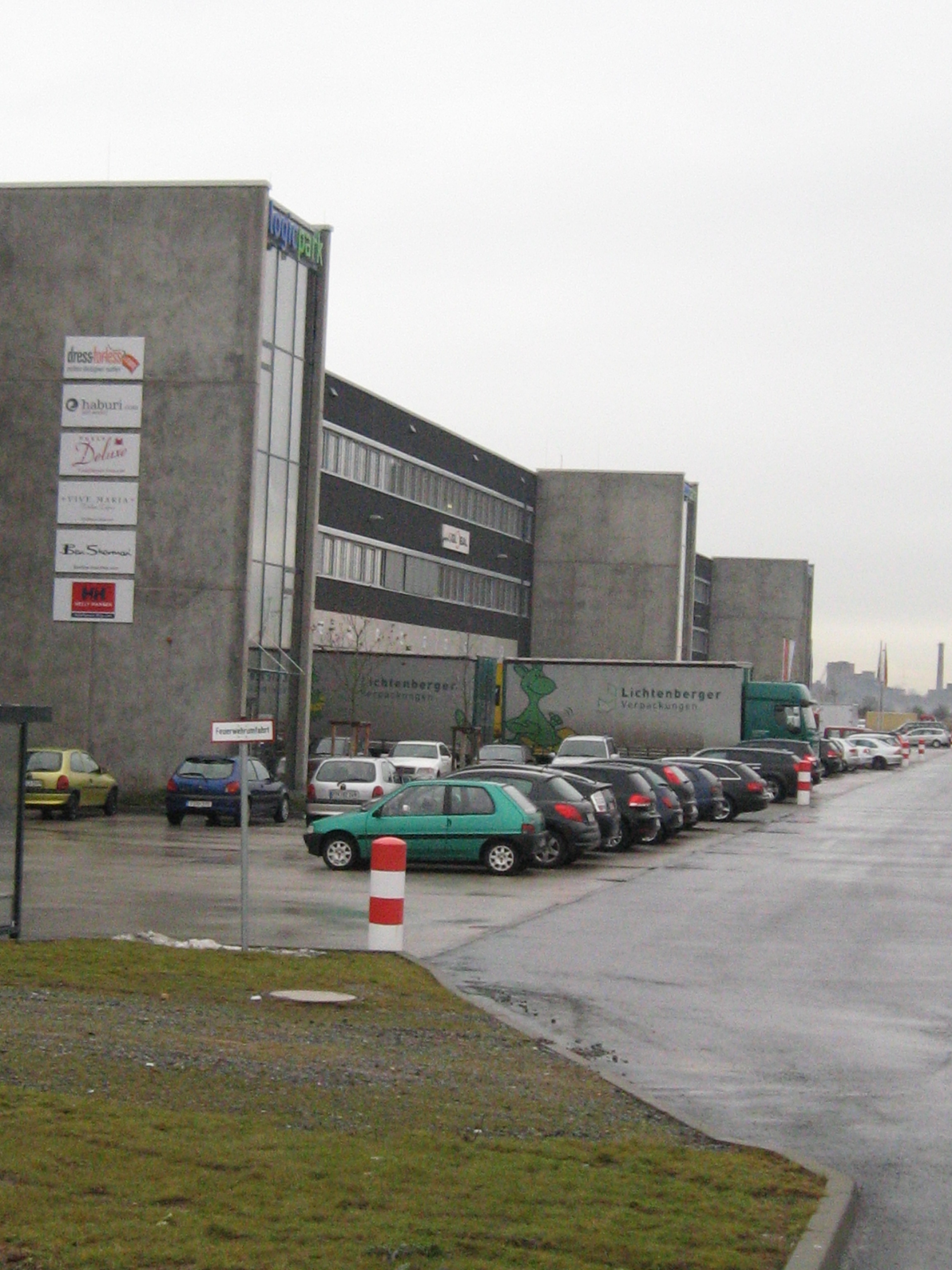
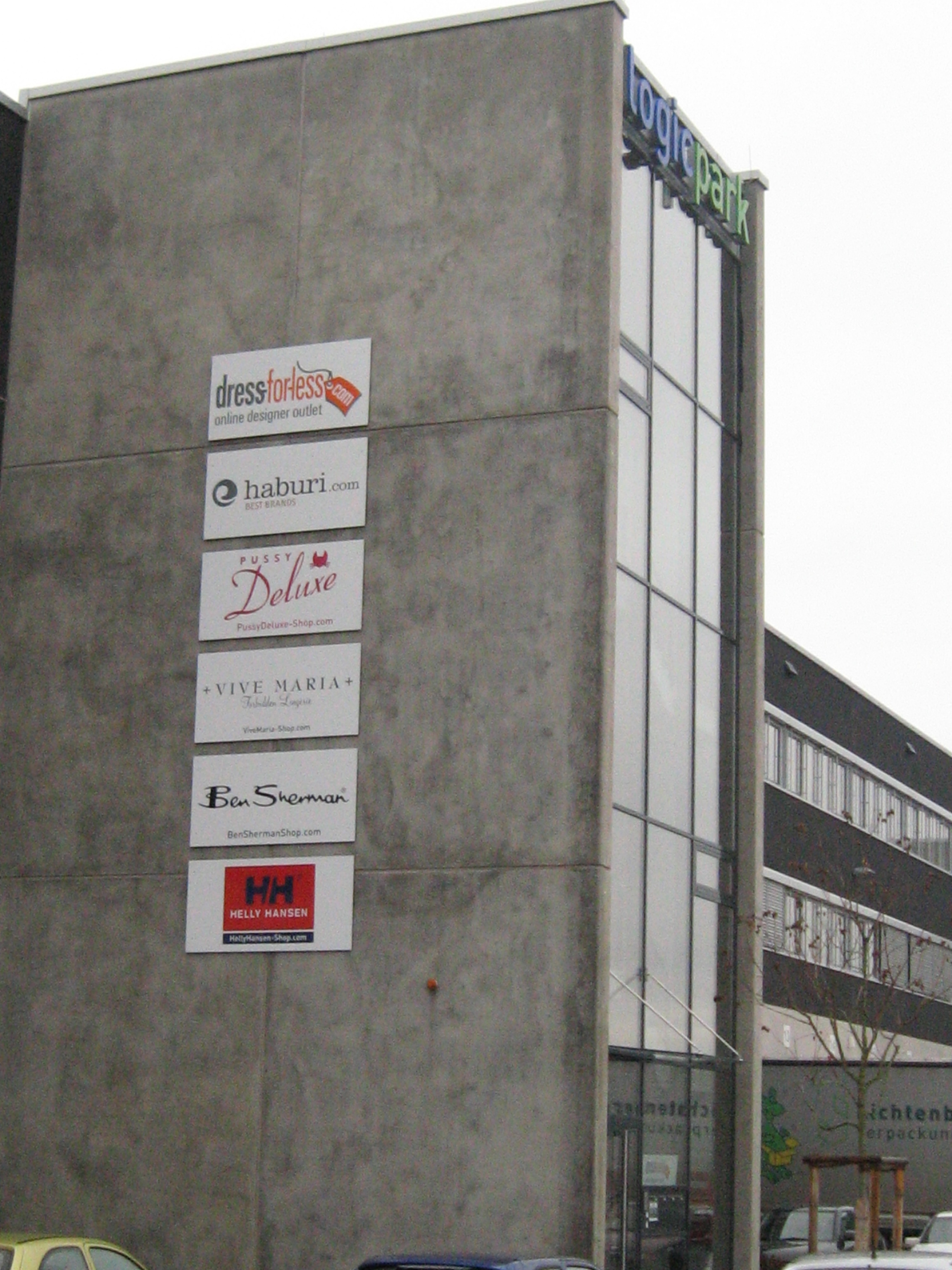
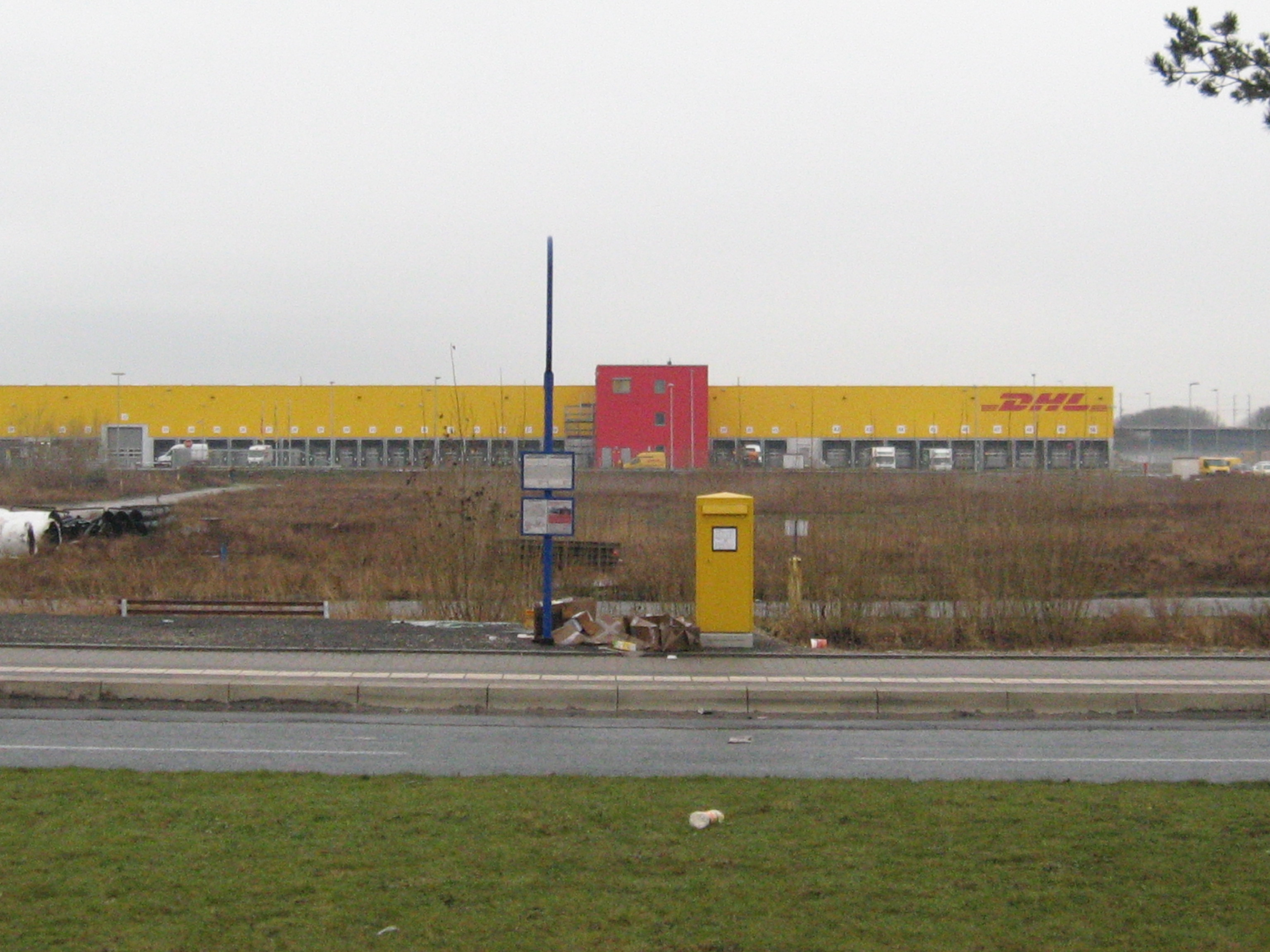
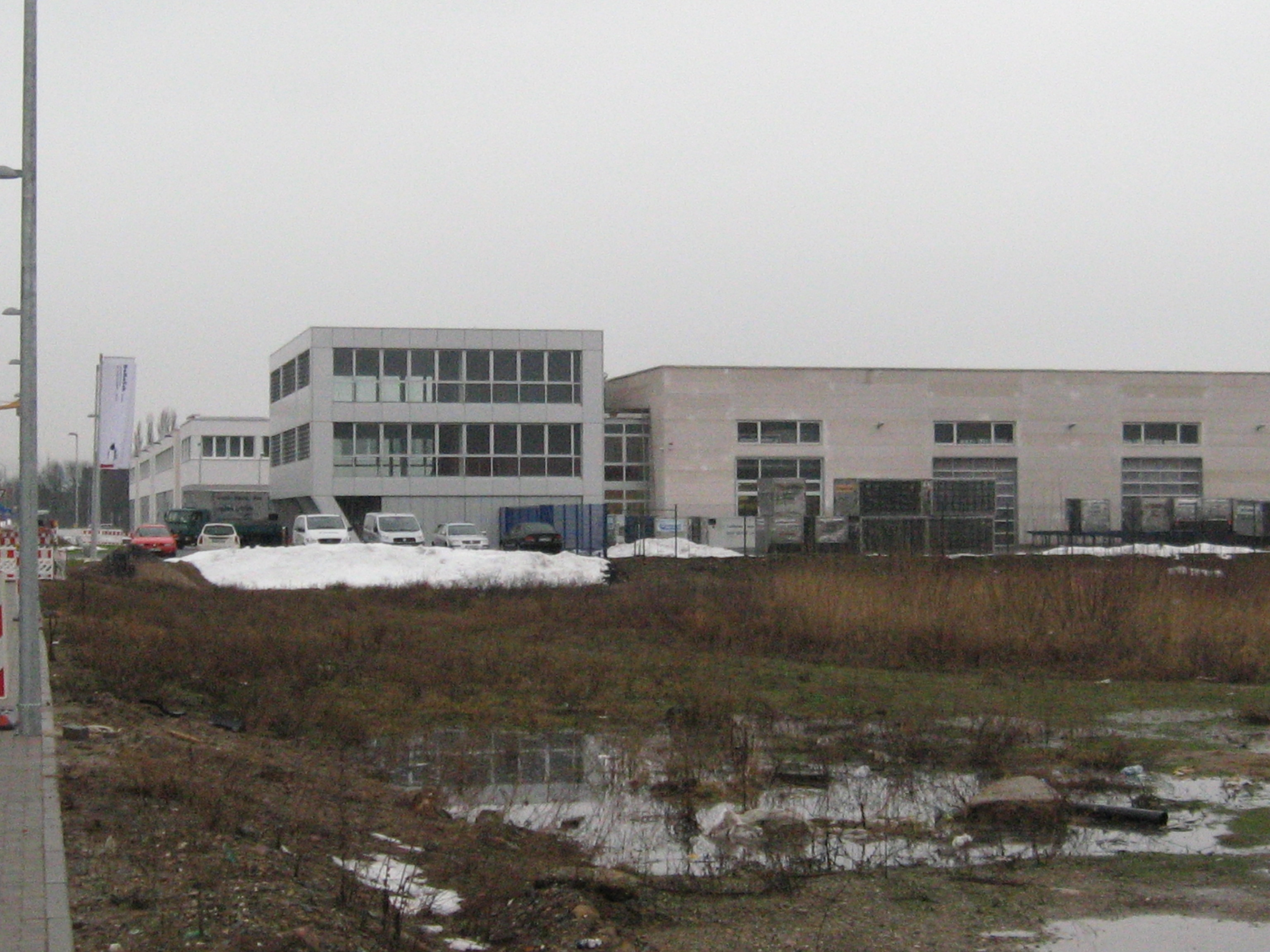

### Verkehr
Der Mönchhof ist als Logistik- und Gewerbepark verkehrsgünstig an der Bundesstraße 43 gelegen und über die Autobahnanschlussstelle Raunheim an die Bundesautobahn 3 angebunden. Über das Mönchhof-Dreieck gelangt man auf die Bundesautobahn 67. Des Weiteren gibt es in unmittelbarer Nähe die Staustufe Eddersheim am Main. Mönchhof liegt an der Schnellfahrstrecke Köln–Rhein/Main und der Bahnstrecke Raunheim Mönchwald–Raunheim Mönchhof. Nächstgelegener S-Bahnhalt ist der Bahnhof Raunheim an der Bahnstrecke Mainz–Frankfurt.